# Festival dell'opera di Savonlinna
Il Festival dell'opera di Savonlinna (Savonlinnan oopperajuhlat) si tiene ogni anno nella città di Savonlinna in Finlandia. Il Festival si svolge nel castello medievale di Olavinlinna (Castello di San Olaf), costruito nel 1475. Il castello si trova in mezzo a uno spettacolare scenario lacustre.

## Origini
La nascita del Festival dell'opera di Savonlinna è strettamente legata all'emergente identità finlandese e alla lotta per l'indipendenza all'inizio del XX secolo. Partecipando ad un incontro nazionalista nel castello di Olavinlinna nel 1907, il soprano finlandese Aino Ackté, già famoso nei teatri d'opera di tutto il mondo e un ardente patriota, individuò immediatamente le potenzialità del castello come sede per un festival dell'opera.
Il primo festival d'opera si tenne nel 1912. Aino Ackté diresse il festival per cinque estati, mettendo in scena quattro opere finlandesi. L'unica opera di un compositore non finlandese fu il Faust di Charles Gounod, con la stessa Ackté nel ruolo della protagonista femminile Marguerite.
Nel 1917 il festival incontrò difficoltà a causa della prima guerra mondiale, della Dichiarazione di indipendenza finlandese e della conseguente guerra civile finlandese.
Per cinquant'anni il festival dell'opera rimase inattivo, ma nel 1967 i Savonlinna Music Days decisero di organizzare un corso d'opera per giovani cantanti. Il punto più alto del percorso fu una rappresentazione del Fidelio di Beethoven nel castello. Pertanto il 1967 è oggi considerato l'inizio del presente Festival; da allora ha avuto una crescita costante sia di pubblico che della reputazione.

## Il festival oggi

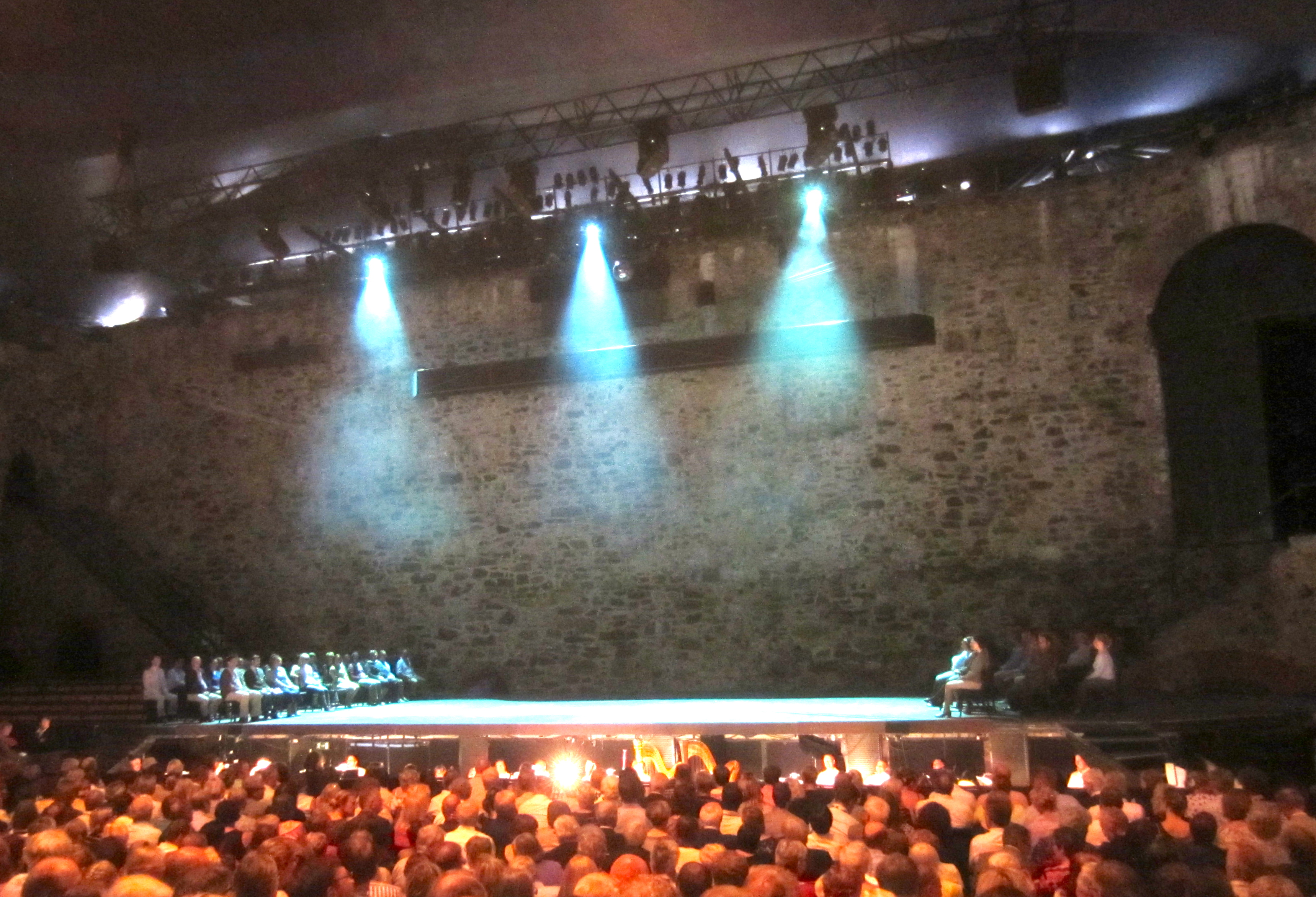
Il palcoscenico nel cortile del castello di San Olaf.

Il Festival dell'opera di Savonlinna è diventato un festival riconosciuto a livello internazionale della durata di un mese. Ogni anno si esibisce per un pubblico totale di circa 60.000 persone, delle quali un quarto si stima che provengano dall'estero. Ogni anno il Festival, oltre a mettere in scena opere di spicco del repertorio operistico classico, mette in scena le proprie produzioni.

### Premiere
Sei opere sono state presentate in anteprima al Festival dell'opera di Savonlinna dal 1967: The Horseman (1975), Il re va in Francia (1984, commissionato congiuntamente dal Covent Garden e dalla BBC) e Il Palazzo (1995) di Aulis Sallinen, The Knife (1989) di Paavo Heininen, Aleksis Kivi (1997) di Einojuhani Rautavaara e L'età dei sogni (2000-2001) di Herman Rechberger, Olli Kortekangas e Kalevi Aho.

### Visite di compagnie straniere
Per oltre un decennio il Festival dell'opera di Savonlinna ha ospitato compagnie operistiche straniere: la prima di queste fu il Teatro dell'Estonia di Tallinn. Questa fu seguita per le successive tre stagioni dal famoso teatro Teatro Mariinsky (Kirov) di San Pietroburgo, dal Covent Garden di Londra nel 1998, dall'Opéra national du Rhin di Strasburgo nel 1999, dall'Opera israeliana nel 2000, dalla Los Angeles Opera nel 2001, la Deutsche Oper am Rhein nel 2002 e il Coro e l'Orchestra del Teatro Municipale di Santiago nel 2003, con la messa in scena del Fulgor y Muerte de Joaquín Murieta di Sergio Ortega, su libretto del Premio Nobel Pablo Neruda.

### Tournée
Il Festival ha portato alcune delle sue produzioni all'estero. Il suo pluripremiato L'olandese volante ha visitato la Spagna nel 1997 e Aleksis Kivi di Einojuhani Rautavaara è andato in tournée in Francia nel 1998 e in Italia nel 1999. La forza del destino è stata rappresentata al Dalhalla in Svezia nel 2000 e al Festival di Caesarea nel 2001, Macbeth al Dalhalla nel 2001 e in Cile nel 2003, Rigoletto al Dalhalla e Hedeland in Danimarca nel 2002. L'anno seguente le produzioni si sono divise in due parti: Turandot per una esecuzione concertistica a Singapore e L'olandese volante a Hedeland. Nel 2004 la visita è stata al Dalhalla, nella vicina Svezia, con la doppia produzione di Cavalleria rusticana e Pagliacci. Nell'autunno del 2006 il Festival dell'opera di Savonlinna ha portato The Horseman al Teatro Bol'šoj di Mosca. La visita più recente è stata nell'ottobre 2009, un'esecuzione del Macbeth di Verdi al Festival Musicale di Pechino.